# 마량산
마량산(馬良山)은 현재 조선민주주의인민공화국의 영토에 있는 산으로 대한민국의 경기도 연천군 왕징면 인근이다. 높이는 315m이다.

## 같이 보기
- 마량산 전투
- 고왕산